# Берма

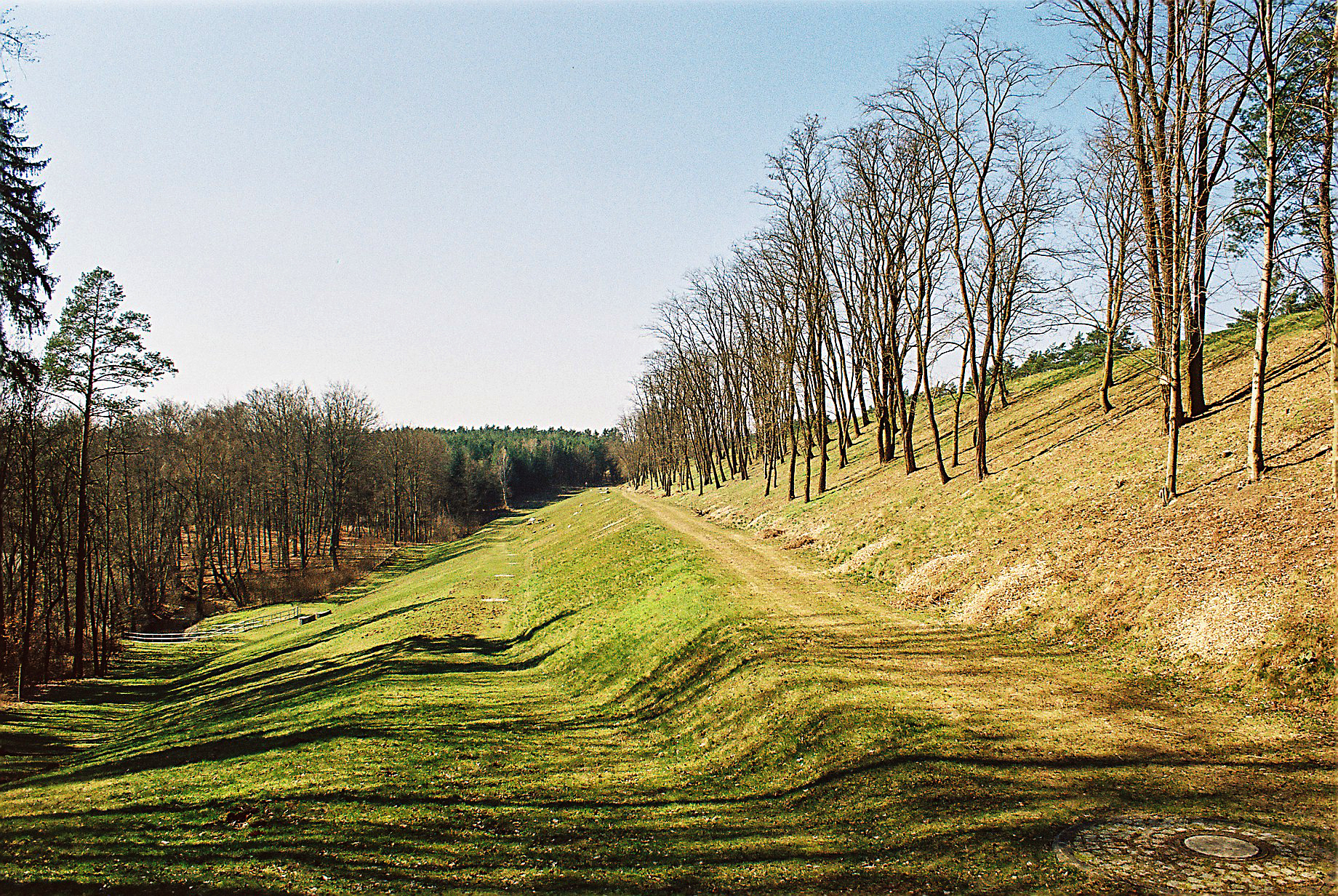
Дамба с двумя бермами

Бе́рма (нем. Berme) — так называется горизонтальное пространство (уступ) между верхним краем канавы и нижним краем откоса выемки или не покрытая насыпью часть кордона стены.
Берма бывает от 0,10 до 0,50 саж. ширины, смотря по роду грунта и др. обстоятельствам. Берма устраивается с целью уменьшения давлений на бока канавы, отделывается, как и откосы, дёрном; в случае же укрепления откосов булыжным камнем бермы также следует выложить камнем. На берму шириной в 1 аршин и более могут быть временно до просушки выложены грязь и прочий мусор, полученные в ходе очистки прилегающей канавы.
Данный тип берм в настоящее время применяется для предотвращения разливов нефти в местах её добычи.

## Типы берм

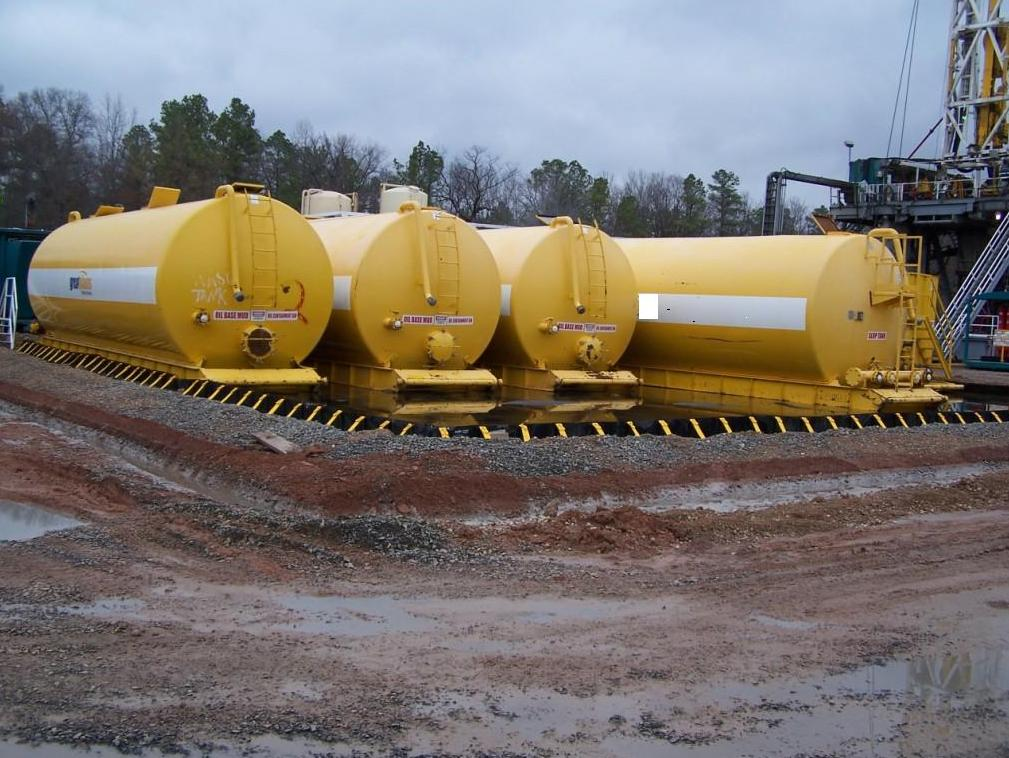
Бермы для защиты от разливов жидких химикатов и нефти

Различают берму предохранительную, транспортную и берму безопасности.
- Предохранительная берма предназначена для повышения устойчивости и уменьшения генерального угла откоса борта карьера, а также для предотвращения случайного выпадение кусков породы на расположенные ниже уступы. Ширина предохранительной бермы по правилам безопасности должна быть не менее 30 % высоты уступа, но и не менее размера, достаточного для размещения на берме оборудования необходимого для погрузки и транспортировки упавших кусков породы.
- Транспортная берма предназначена для размещения транспортных путей, которые соединяют рабочие площадки уступов с капитальными траншеями. Транспортную берму, которая объединяет несколько уступов, называют связующей.
- Берма безопасности — часть верхней площадки уступа, ширина которого равна размеру основания призмы обрушения.

## Военное дело
В военном деле под бермой понимают уступ между верхним краем эскарпа и подошвой наружной отлогости бруствера.
В оборонительном отношении берма не позволяет атакующему с большей легкостью взобраться на бруствер, но зато, с другой стороны, она ускоряет постройку укрепления, дозволяя устанавливать на ней рабочих для насыпки бруствера, задерживает землю вновь возведенных брустверов, не получивших ещё должной осадки, и задерживает её сползание в ров; с течением же времени заплывает и уничтожается. Сверх того, берма предохраняет ров от засыпки землей, которую выстрелы атакующего обрушивают на наружную покатость, и облегчает исправление бруствера во время ночного перерыва боя. В полевых укреплениях ширина бермы бывает 1½—2 фута, в долговременных — 3—6 футов, смотря по высоте насыпи, глубине рва и плотности грунта.

## В добывающей промышленности
- При подземной разработке месторождений бермой является полоса, которая прилегает к контуру объекта, охраняемого от негативных последствий различного рода добывающих работ. Ширина бермы, в зависимости от типа месторождения и категории охраны, находится в пределах 2—20 м.
- При открытой разработке месторождений под бермой понимается горизонтальная или слабонаклонная площадка уступа карьера на нерабочем борту или нерабочий участок борта карьера.